# Hahnodon
Hahnodon è un genere di mammiferi estinti appartenente agli aramiidi e vissuto nel Cretaceo inferiore. Venne inizialmente considerato un membro dei multitubercolati all'interno del sottordine dei Plagiaulacida, considerati tra i più antichi dei multitubercolati. Venne classificato D. Sigogneau Russell nel 1991, sulla base di pochi resti fossili ritrovati  negli strati del sinclinale dell'alto Atlante di Annual, in Marocco. Successive scoperte di forme simili ma meglio note (Cifelliodon) hanno permesso di comprenderne meglio le parentele, e di attribuire queste e altre forme (Denisodon) all'enigmatico gruppo degli Haramiyida.
L'unico campione ad oggi pervenutoci di Hahnodon ("dente di Hahn", in onore del paleontologo tedesco Gerhard Hahn) è attribuito alla specie H. taqueti e consiste in un molare inferiore (M2) riferibile al Berriasiano.